# Golf de Limère
Le golf de Limère est un golf français situé à Ardon dans le département du Loiret et la région Centre-Val de Loire.   

## Description
Le golf est situé dans l'allée de la pomme de pin de la commune d'Ardon, en lisière de la Sologne, au sud d'Orléans. Ce magnifique parcours, classé parmi les plus beaux golfs de France, se fraie un chemin dans la forêt de Sologne et permet un jeu très varié en alternant plans d’eau, greens bien défendus et quelques beaux bunkers.
Il a été créé en 1992 par le conseil général du Loiret.
Le parcours de 18 trous long de 6 221 mètres a été dessiné par Cabel Robinson. Il dispose également d'un pitching green, d'un putting green, d'un practice et d'un restaurant.

## Économie
Repris par le groupe GAIA CONCEPT en 2014, ce golf désormais dans la « force de l’âge », offre un tracé au rythme très agréable : les neuf premiers trous sont lovés au centre du terrain, ceux du retour en font le tour. L’autre atout de ce golf, c’est définitivement l’intelligence du challenge proposé.

Notes et références
1. ↑  « Parcours du golf de Limère », sur bluegreen.com, Blue Green, 2002 (consulté le 4 février 2010).